# Edwin Lutyens
Edwin Landseer Lutyens, född 29 mars 1869 i London, död 1 januari 1944 i London, var en brittisk arkitekt.
Lutyens är framför allt berömd för att ha planlagt New Delhi och ritat regeringskvarteren där, inklusive presidentpalatset Rashtrapati Bhavan. I samarbete med Herbert Baker utformade han också flera monument i staden, till exempel India Gate. 

## Biografi
Edwin Lutyens växte upp i Thursley i Surrey och utbildade sig i arkitektur på South Kensington School of Art i London 1885–87. År 1888 öppnade han eget arkitektkontor och fick som första uppdrag att rita ett hus i Surrey. Under detta arbete mötte han trädgårdsarkitekten Gertrude Jekyll, för vilken han 1896 ritade ett hus i Munstead Wood i Godalming i Surrey. Detta ledde sedan till ett långvarigt samarbete mellan dem gällande hus på engelska landsbygden, där de utvecklande en mer informell stil än vad som var gängse under den viktorianska eran. 
I början ritade Edwin Lutyens hus i Arts and Crafts-rörelsens anda, men övergick under tidigt 1900-tal till en klassicistisk stil. Han fick uppdraget som chefsarkitekt för utformningen av den nya huvudstaden New Delhi i den brittiska kronkolonin Indien. För detta uppdrag, som genomfördes åren 1912–30, inkorporerade han stilelement från lokal tradition från Mughal-epoken.

## Bilder

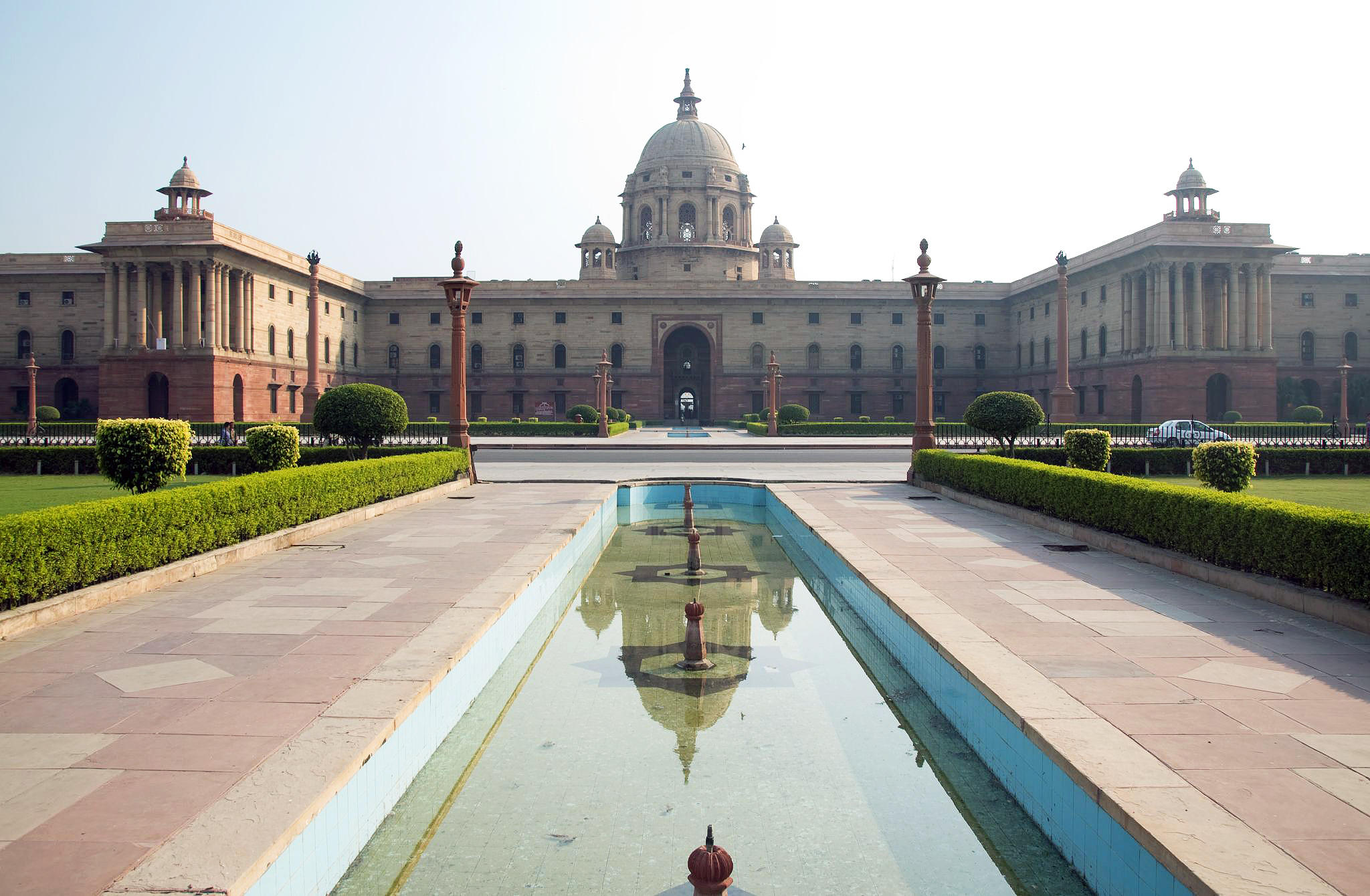
North Block, regeringsbyggnader i New Delhi.
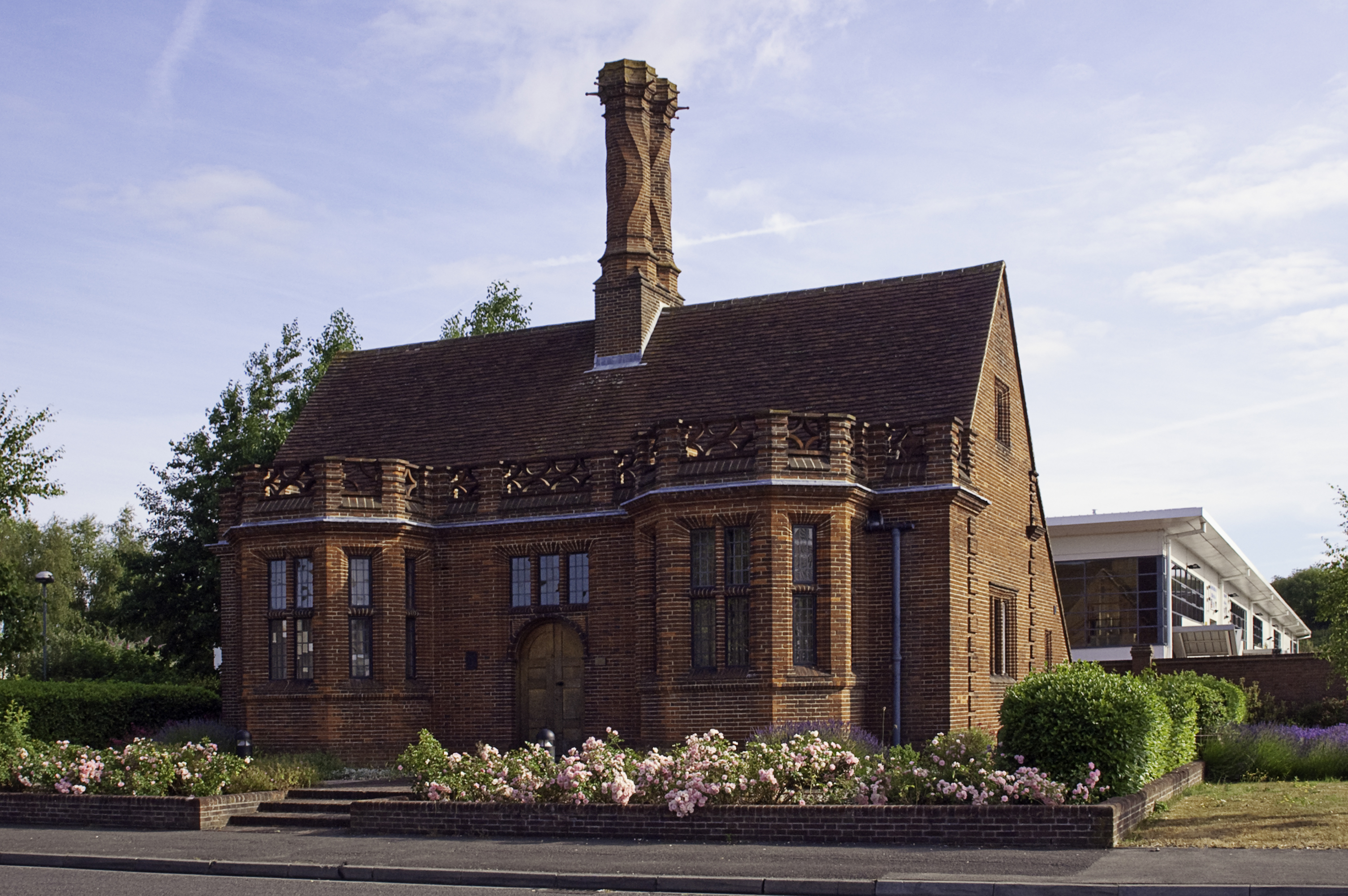
Kontor för Daneshill Brick Co. (1903), nära Basingstoke.
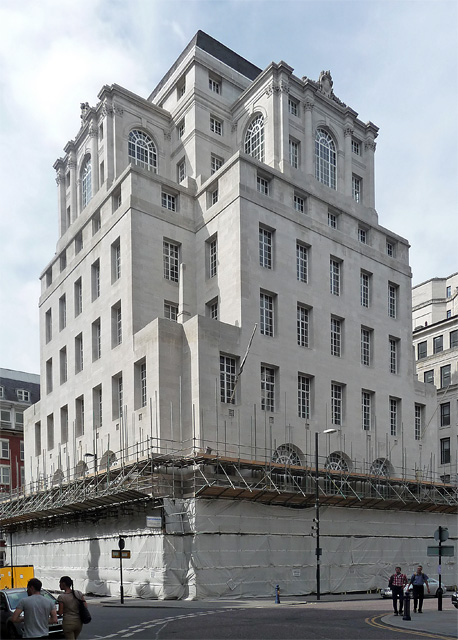
Tidigare huvudkontor för Midland Bank, King Street i Manchester, byggt 1933–35.
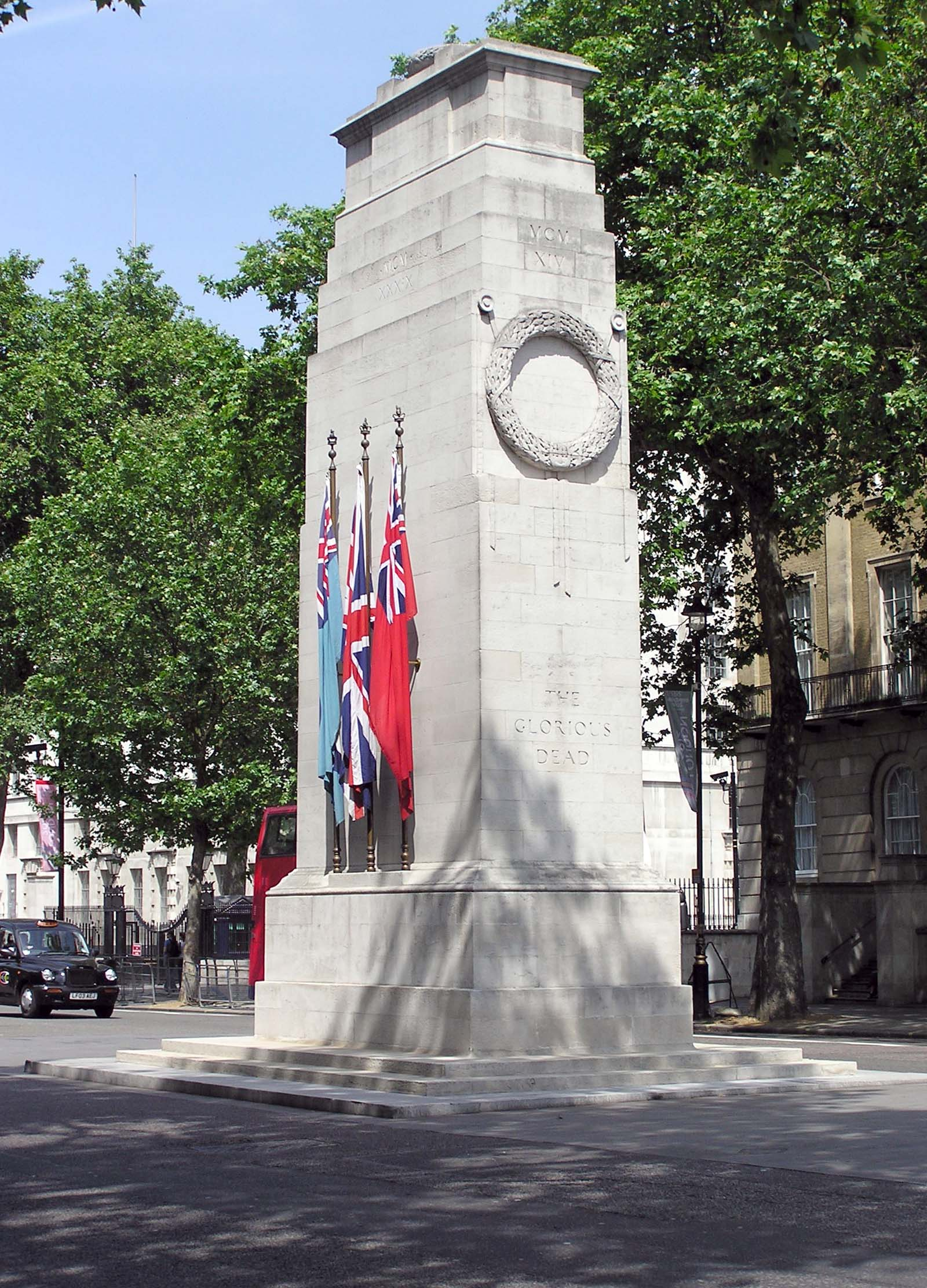
Krigsminnesmärket The Cenotaph, Whitehall, London (1919–1920).
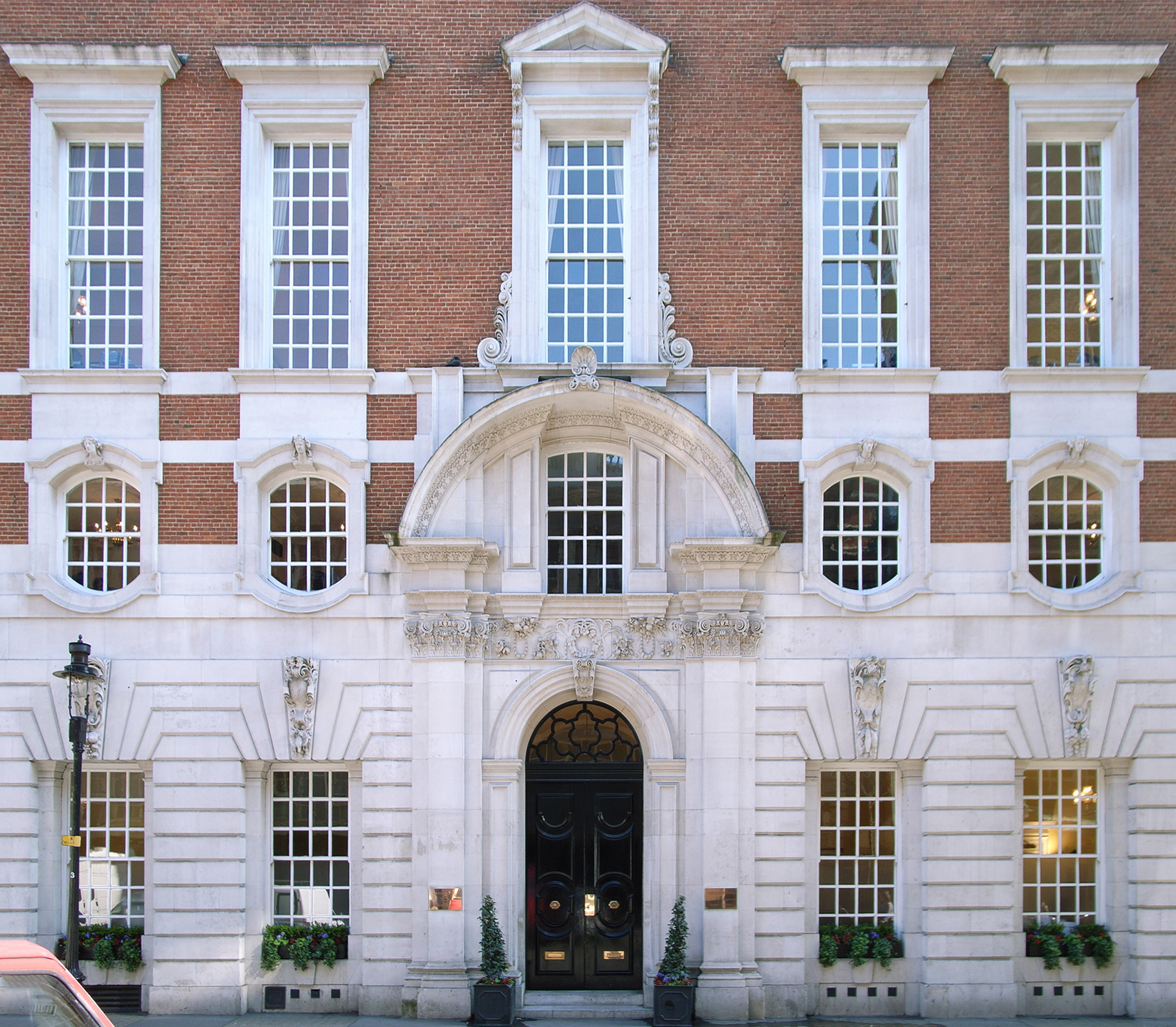
Country Life Offices, Tavistock Street, London (1905).
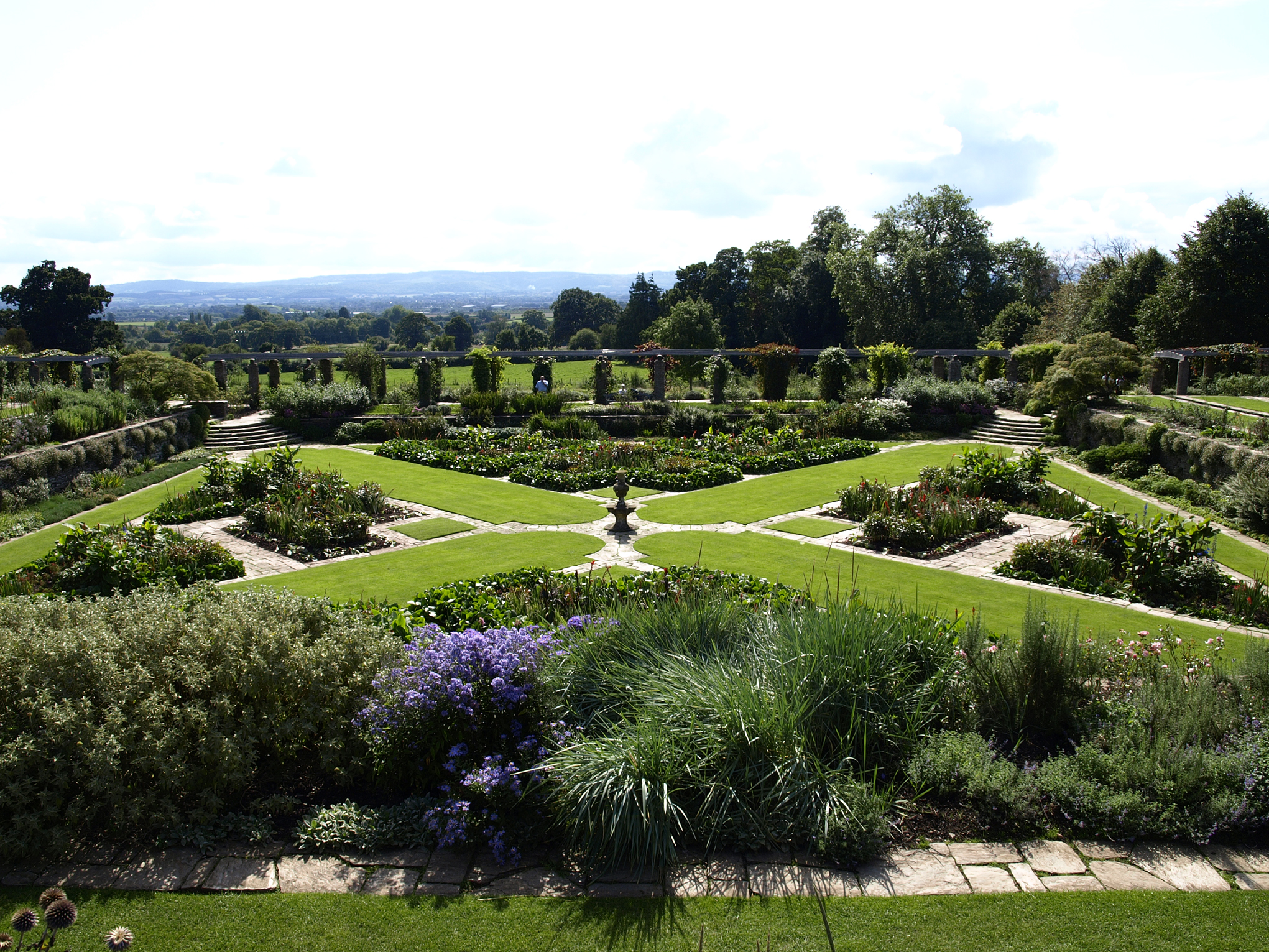
Hestercombe Gardens i Surrey, tillsammans ned trädgårdsarkitekten Gertrude Jekyll (1904–1906).